# Polygrapta argyropasta
Polygrapta argyropasta är en fjärilsart som beskrevs av George Francis Hampson 1926. Polygrapta argyropasta ingår i släktet Polygrapta och familjen nattflyn. Inga underarter finns listade i Catalogue of Life.